# Epeus Anne Reinoud Lichtenvoort Cats
Epeus Anne Reinoud Lichtenvoort Cats (Sloten, 30 juni 1848 - Dieren, 15 april 1897) was een Nederlands bestuurder.

## Leven en werk
Cats, telg uit het geslacht Cats, was een zoon van mr. Epeus Cats (1816-1882), secretaris van Sloten, en Sjoerdtje Wierdina Star Lichtenvoort (1820-1877). Hij trouwde in 1877 met Anna Frederica de With (1856-1922), lid van de familie De With. 
Hij werd in augustus 1876 benoemd tot burgemeester van Sloten, als opvolger van Coert van Dalsen Fontein, die in Barradeel was benoemd. In 1885 kreeg hij op eigen verzoek eervol ontslag. Hij vestigde zich op huize Welna in Dieren, waar hij in 1897 op 48-jarige leeftijd overleed.